# Matia Bazar 40th Anniversary Celebration
Matia Bazar 40th Anniversary Celebration è il terzo album dal vivo dei Matia Bazar, pubblicato nel 2015 su 2 DVD + CD dall'etichetta discografica Bazar Music/Universal Music Group.

## Tracce

### DVD 1: Live
1. Piccoli Giganti (testo: Aldo Stellita – musica: Lavalente, Sergio Cossu, Carlo Marrale)
2. Souvenir (testo: Aldo Stellita – musica: Sergio Cossu, Carlo Marrale)
3. Questa Nostra Grande Storia D’amore (testo: Giancarlo Golzi – musica: Piero Cassano)
4. Per Un’ora D’amore (testo: Giovanni Belfiore, Aldo Stellita – musica: Piero Cassano, Carlo Marrale)
5. Elettrochoc/Aristocratica/Il Video Sono Io (testo: Giancarlo Golzi musica: Carlo Marrale "Elettrochoc" - testo: Aldo Stellita musica: Carlo Marrale "Aristocratica" - testo: Giancarlo Golzi musica: Antonella Ruggiero "Il video sono io")
6. Gli Occhi Caldi Di Sylvie (testo: Adelio Cogliati, Giancarlo Golzi – musica: Fabio Perversi, Piero Cassano)
7. Brivido Caldo (testo: Giancarlo Golzi – musica: Piero Cassano)
8. A Piene Mani (testo: Adelio Cogliati, Giancarlo Golzi – musica: Massimiliano Pani, Piero Cassano)
9. Pura Fantasia (testo: Adelio Cogliati, Giancarlo Golzi – musica: Piero Cassano)
10. Ti Sento (testo: Aldo Stellita – musica: Sergio Cossu, Carlo Marrale)
11. Sei Tu (testo: Giancarlo Golzi – musica: Fabio Perversi, Piero Cassano)
12. Frammenti Sparsi (testo: Adelio Cogliati, Giancarlo Golzi – musica: Piero Cassano)
13. Mister Mandarino (testo: Aldo Stellita – musica: Piero Cassano, Carlo Marrale)
14. La Prima Stella Della Sera (testo: Aldo Stellita – musica: Sergio Cossu, Carlo Marrale)
15. Conseguenza Logica (testo: Adelio Cogliati, Giancarlo Golzi – musica: Piero Cassano)
16. C’e’ Tutto Un Mondo Intorno (testo: Giancarlo Golzi, Aldo Stellita – musica: Antonella Ruggiero, Piero Cassano, Carlo Marrale)
17. Vacanze Romane (testo: Giancarlo Golzi – musica: Carlo Marrale)
18. Non Abbassare Gli Occhi (testo: Aldo Stellita – musica: Piero Cassano)
19. Messaggio D’amore (testo: Giancarlo Golzi – musica: Piero Cassano)
20. Solo Tu (testo: Aldo Stellita – musica: Piero Cassano, Carlo Marrale)
21. Stasera... che sera! (testo: Aldo Stellita – musica: Piero Cassano, Carlo Marrale)
22. Cavallo Bianco (testo: Giovanni Belfiore, Aldo Stellita – musica: Piero Cassano, Carlo Marrale)
23. Dedicato A Te (testo: Aldo Stellita – musica: Maurizio Bassi, Lavalente, Sergio Cossu)
24. Midnight (musica: Fabio Perversi)

### DVD 2
Frammenti Sparsi Interviste, immagini backstage etc.

### CD: Live
1. Piccoli Giganti/Souvenir (testo: Aldo Stellita musica: Lavalente, Sergio Cossu, Carlo Marrale "Piccoli Giganti" - testo: Aldo Stellita musica: Sergio Cossu, Carlo Marrale "Souvenir")
2. Questa Nostra Grande Storia D’amore (testo: Giancarlo Golzi – musica: Piero Cassano)
3. Per Un’ora D’amore (testo: Giovanni Belfiore, Aldo Stellita – musica: Piero Cassano, Carlo Marrale)
4. Elettrochoc/Aristocratica/Il Video Sono Io (testo: Giancarlo Golzi musica: Carlo Marrale "Elettrochoc" - testo: Aldo Stellita musica: Carlo Marrale "Aristocratica" - testo: Giancarlo Golzi musica: Antonella Ruggiero "Il video sono io")
5. Brivido Caldo (testo: Giancarlo Golzi – musica: Piero Cassano)
6. A Piene Mani (testo: Adelio Cogliati, Giancarlo Golzi – musica: Massimiliano Pani, Piero Cassano)
7. Ti Sento (testo: Aldo Stellita – musica: Sergio Cossu, Carlo Marrale)
8. La Prima Stella Della Sera (testo: Aldo Stellita – musica: Sergio Cossu, Carlo Marrale)
9. Conseguenza Logica (testo: Adelio Cogliati, Giancarlo Golzi – musica: Piero Cassano)
10. C’e’ Tutto Un Mondo Intorno (testo: Giancarlo Golzi, Aldo Stellita – musica: Antonella Ruggiero, Piero Cassano, Carlo Marrale)
11. Vacanze Romane (testo: Giancarlo Golzi – musica: Carlo Marrale)
12. Non Abbassare Gli Occhi (testo: Aldo Stellita – musica: Piero Cassano)
13. Messaggio D’amore (testo: Giancarlo Golzi – musica: Piero Cassano)
14. Solo Tu (testo: Aldo Stellita – musica: Piero Cassano, Carlo Marrale)
15. Stasera... che sera! (testo: Aldo Stellita – musica: Piero Cassano, Carlo Marrale)
16. Cavallo Bianco (testo: Giovanni Belfiore, Aldo Stellita – musica: Piero Cassano, Carlo Marrale)
17. Dedicato A Te (testo: Aldo Stellita – musica: Maurizio Bassi, Lavalente, Sergio Cossu)

## Formazione
- Silvia Mezzanotte - voce solista
- Piero Cassano - tastiere, chitarre
- Giancarlo Golzi - batteria
- Fabio Perversi - tastiera